# Aleksandr Siłantjew
Aleksandr Pietrowicz Siłantjew (ros. Алекса́ндр Петро́вич Сила́нтьев, ur. 23 sierpnia 1918 w Jekaterynburgu, zm. 10 marca 1996 w Moskwie) – radziecki dowódca wojskowy, marszałek lotnictwa (1976), Bohater Związku Radzieckiego (1941).

## Życiorys
Skończył 7-klasową szkołę średnią, od 1934 mechanik w fabryce w Swierdłowsku, od 1935 instruktor szybowców, od 1937 instruktor w miejscowym aeroklubie. Od 1938 w Armii Czerwonej, 1940 ukończył wojskową szkołę lotniczą w Stalingradzie (obecnie Wołgograd), służył w 153 niszczycielskim pułku lotniczym Zachodniego Specjalnego Okręgu Wojskowego. Latał na myśliwcu I-153. Od 22 czerwca 1941 walczył na froncie zachodnim, od sierpnia 1941 zastępca dowódcy eskadry 160 pułku lotniczego, walczył na Froncie Leningradzkim i Wołchowskim. Podczas jednej bitwy powietrznej 29 października 1941 zniszczył dwa niemieckie bombowce Ju-88, do grudnia 1941 wykonał 203 loty bojowe, dowodził w 23 bitwach, w których zniszczył 7 samolotów wroga. Za te czyny 17 grudnia 1941 został uhonorowany tytułem Bohatera ZSRR. 15 kwietnia 1942 w zwycięskiej walce powietrznej został ciężko ranny. Od stycznia 1943 do końca wojny był instruktorem lotniczym i nawigatorem. Łącznie podczas wojny wykonał 359 lotów bojowych, wziął udział w 35 bitwach, w których osobiście zestrzelił 8 samolotów wroga. Od 1942 w WKP(b). 1950 ukończył Wojskową Akademię Lotniczą, a 1957 Wyższą Akademię Wojskową im. K. Woroszyłowa. Dowódca jednostek lotniczych i pracownik Głównego Sztabu Sił Powietrznych i Sztabu Generalnego Armii Radzieckiej. 19 lutego 1976 mianowany marszałkiem lotnictwa. Od 1980 wojskowy inspektor-doradca Grupy Generalnych Inspektorów Ministerstwa Obrony ZSRR. Od maja 1992 na emeryturze. Pochowany na Cmentarzu Nowodziewiczym.

## Odznaczenia i nagrody
- Złota Gwiazda Bohatera ZSRR (1941)
- Order Lenina (dwukrotnie)
- Order Czerwonego Sztandaru (trzykrotnie)
- Order Wojny Ojczyźnianej I klasy (dwukrotnie – 25 marca 1944 i 11 marca 1985)
- Order Wojny Ojczyźnianej II klasy (2 czerwca 1945)
- Order „Za służbę Ojczyźnie w Siłach Zbrojnych ZSRR” III klasy
- Nagroda Państwowa ZSRR (1977)
- Medal „Za Odwagę” (1 kwietnia 1942)
- Medal „Za obronę Leningradu” (1943)
- Order Czerwonego Sztandaru (Mongolia)
- Order 9 września 1944 (Bułgaria)

I medale.